# Бонифаций Савойский (архиепископ)
Бонифаций Савойский (англ. Boniface of Savoy, фр. Boniface de Savoie; ок. 1207 — 14 июля 1270, Савойя) — 47-й архиепископ Кентерберийский (1241—1270).

## Биография

### Ранние годы
Сын графа Савойи Томаса I, к 1224 году предположительно был послушником в картезианском монастыре южнее Шамбери (Савойя, Франция), но монашеский постриг никогда не принимал. В 1232 году стал епископом Белле и приором Нантюа, а в 1233 году был рукоположён в помощника диакона.

### Архиепископ Кентерберийский
В 1241 году Бонифаций избран архиепископом Кентерберийским (его племянница Элеонора была женой короля Генриха III). Отлучённые от церкви предыдущим архиепископом Эдмундом Ричем, кентерберийские монахи вынужденно уступили давлению короля. Папа Римский Иннокентий IV подтвердил назначение 16 сентября 1243 года, но только 25 апреля 1244 года Бонифаций прибыл в Англию, сразу взявшись за разрешение проблемы долгов Кентерберийской кафедры, созданных его предшественниками. Довольно скоро Бонифаций вновь покинул Англию, и 15 января 1245 года изгнанный из Рима Иннокентий IV рукоположил его в Лионе, где Бонифаций провёл вместе с Папой большую часть времени до 1249 года (1 ноября 1249 года, вернувшись в Англию, он был интронизирован в присутствии Генриха III и большинства прелатов). Архиепископ усложнил свои отношения с королём, активно противодействуя его стремлению назначать епископов, в числе которых были и родственники монарха. К 1261 году Бонифаций сумел выплатить 22 000 марок долгов.
6 марта 1250 года Генрих III принял крест. Обряд совершил Бонифаций, который позднее убедил епископат выделить королю субсидию на совершение крестового похода в обмен на согласие монарха подтвердить Великую хартию вольностей.13 мая 1253 года Бонифаций и тринадцать епископов огласили решение об отлучении от церкви всякого, кто посягнёт на права церкви, которое 28 сентября 1253 года подтвердил Папа Римский Иннокентий IV.
В августе 1257 года архиепископ созвал синод в Лондоне, на который большинство епископов явились, нарушив запрет Генриха III, поскольку целью собрания было согласовать меры противодействия посягательствам короля на права церкви; новый синод состоялся в 1258 году. 13 мая 1261 года по итогам синода в Ламбете епископы оформили свои претензии к королевской власти и баронам, опротестованные монархом в Риме. 25 февраля 1262 года Папа Урбан IV аннулировал все требования прелатов и баронов, нарушающие права королевской власти.
В 1262 году Бонифаций покинул Англию — вероятно, для участия в разрешении семейных проблем в Савойе и обеспечения поддержки решений Ламбетского синода Папой, но в январе 1263 года Урбан IV их отверг. Тем временем в Англии разразилась гражданская война, 14 мая 1264 года войска Симона де Монфора в битве при Льюисе разгромили армию Генриха III, который вместе с сыном попал в плен. Бонифаций отказался выполнить требование победителей вернуться или делегировать свои полномочия другому епископу и оставался во Франции, приехав в Англию только 29 мая 1266 года, несколько месяцев спустя после гибели Монфора в битве при Ившеме.
Архиепископские полномочия Бонифация по возвращении оказались ущемлены присутствием папского легата, назначенного Климентом IV в 1265 году. Легат оставил Англию в июле 1268 года, к этому времени Бонифаций был болен и подвергался новым нападкам епископов и архиепископа Йоркского. В качестве главы церковной провинции Бонифаций был вынужден решать конфликты с духовенством Лондонской, Линкольнской, Солсберийский и Вустерской епархий, природу которых точно установить не представляется возможным, но существуют основания для предположения, что в итоге соглашения были достигнуты через компромисс. Архиепископ вынужден был также утверждать своё право посещать епархии своей провинции, которое оспаривали епископы, порой просто запирая перед ним двери храмов.
Сопровождал короля Эдуарда I в Восьмом крестовом походе и умер 14 июля 1270 года во Франции, в Савойе, похоронен в семейной усыпальнице в аббатстве Откомб.